# Kit Kittredge: An American Girl
Kit Kittredge: An American Girl is een familiefilm onder regie van Patricia Rozema die op 20 juli 2008 in de Verenigde Staten in première ging. De productie verscheen in Nederland direct-op-dvd in maart 2009.
Kit Kittredge: An American Girl is het vierde deel van de American Girl-reeks. Haar voorgangers waren Samantha: An American Girl Holiday (2004), Felicity: An American Girl Adventure (2005) en Molly: An American Girl on the Home Front (2006).
Het script van de film werd geschreven in augustus 2006 en de productie begon in februari 2007. Het filmen vond plaats tussen mei 2007 en juli 2007.

## Verhaal
Margaret Mildred 'Kit' Kittredge (Abigail Breslin) is een elfjarig meisje dat opgroeit tijdens de Grote Depressie. Haar ondervoede familie heeft bijna geen geld meer. Kit, die zelf altijd zo vrolijk en optimistisch mogelijk probeert te blijven, doet er alles aan om een bijdrage aan de inkomsten te leveren.

## Rolverdeling
- Abigail Breslin - Kit Kittredge
- Chris O'Donnell - Mr. Kittredge
- Julia Ormond - Mrs. Kittredge
- Max Thieriot - Will Shepherd
- Joan Cusack - Lucinda Bond
- Jane Krakowski - May Dooley
- Madison Davenport - Ruthie Smithens
- Zach Mills - Stirling Howard
- Austin MacDonald - Roger
- Willow Smith - Countee
- Dylan Smith - Frederich
- Wallace Shawn - Mr. Gibson
- Glenne Headly - Louise Howard
- Stanley Tucci - Jefferson Jasper Berk
- Colin Mochrie - Mr. Pennington
- Kenneth Welsh - Uncle Hendrick
- Brieanne Jansen - Frances Stone
- Erin Hilgartner - Florence Stone
- Martin Roach - Hobo Doctor
- Elisabeth Peres - Classmate #1
- Jordan Rackley - Classmate #2